# Афрички шумски слон
Афрички шумски слон или шумски слон (лат. Loxodonta cyclotis) је распрострањен широм Африке. Некада се сматрао истом врстом као обични афрички слон, али анализе ДНК које су извршене 2010. показале су да су то заправо две различите врсте, које су се раздвојиле пре 2–7 милиона година.
Разлика између ове две врсте је у томе што шумски слон не живи у саванама, него у прашумама Африке.

## Класификација
Анализе ДНК извршене 2010. показале су да су шумски слон и афрички савански слон (L. africana) две различите врсте, које су се раздвојиле пре 2–7 милиона година.
Анализе ДНК извршене 2016. показале су да је L. cyclotis сроднији изумрлој европској врсти слона Palaeoloxodon antiquus, него L. africana.
Патуљасти слон из басена Конга, који је раније сматран посебном врстом (L. pumilio) је највероватније форма шумског слона, чија је мала величина и рано сазревање последица животних услова средине коју насељава.

## Опис
Шумски афрички слон је мањи и тамнији од саванског афричког слона. Шумски афрички слон као и азијски слон има 5 ноктију на предњим стопалима и четири на задњим, док их савански афрички слон на предњим има 4, а на задњим 3.
Мужјак афричког шумског слона ретко достиже висину већу од 2,5 m, и значајно је мањи од саванског афричког слона који обично расте више од 3 m, некад скоро 4 m. L. cyclotis тежи око 2,7 тона, а највећи забележени примерак је тежио 6 тона. Патуљасти слон из басена Конга, је форма L. cyclotis, која достиже тежину од само 900 kg.

## Популација
Пре колонизације Африке популација шумског слона се кретала око 2 милиона јединки, док је 2015. била процењена на само 100.000 јединки, од којих је већина насељавала шуме Габона. Због мале стопе наталитета, шумском слону је потребно више времена да се опорави од криволова, због тога је популација ове врсте у периоду од 2002. до 2014. смањена за 65%.